# Tatort: Marlon
Marlon ist ein Fernsehfilm aus der Krimireihe Tatort. Der vom SWR produzierte Beitrag ist die 1200. Tatort-Episode. Die Erstausstrahlung erfolgte am 8. Mai 2022 im SRF, im ORF und im Ersten. In dieser Tatort-Folge ermitteln die Ludwigshafener Ermittlerinnen Lena Odenthal und Johanna Stern in ihrem 75. bzw. 16. Fall.

## Handlung
Der neunjährige Marlon wird in seiner Schule tot vor einer Treppe aufgefunden. Schnell wird klar, dass er nicht von selbst gestürzt ist, sondern hinuntergestoßen worden sein muss. Auffällig ist, dass die Augen des toten Kindes geschlossen sind. Der Täter muss sie ihm direkt nach der Tat geschlossen haben, was darauf hindeutet, dass es irgendeine persönliche Beziehung zwischen Täter und Opfer gab. Lena Odenthal und Johanna Stern rekonstruieren die letzten Tage des Schülers.
Der verhaltensauffällige Marlon ließ seine Aggressionen an seinen Mitmenschen aus und hatte mit fast allen Schülern und Lehrern an seiner Schule Probleme, hat kaum Freunde, und selbst mit den wenigen Freunden gab es Auseinandersetzungen. Seine Mutter ist mit ihm überfordert. Der einzige, der mit Marlon zurechtkam und dem er vertraute, ist der an der Schule beschäftigte Sozialarbeiter Anton Leu. 
Ein mögliches Tatmotiv sehen Odenthal und Stern bei Oliver Ritter, dem Vater von Marlons Mitschülerin Madita. Marlon hatte ihr im Streit den Arm gebrochen, und Ritter hatte vergeblich versucht, Marlon von der Schule entfernen zu lassen. Die Gerichtsmediziner halten es aber auch für möglich, dass Marlon von einem Kind die Treppe heruntergestoßen wurde.
Wie sich später herausstellt, hatte Anton Leu vor, die Schule zu verlassen, und Marlon konnte nicht verkraften, dass er seine Bezugsperson verliert. Er hatte Leu im Flur zur Rede gestellt, es war zum Streit gekommen, Marlon war ausgerastet und auf Leu losgegangen. Als Leu den vor Wut und Enttäuschung rasenden Jungen abschütteln wollte, kam es auf einem Treppenabsatz zum Handgemenge, in dessen Folge Marlon die Treppe herunterstürzte und sich tödliche Verletzungen am Hinterkopf zuzog.
Von den Ermittlerinnen mit dem Tatvorwurf konfrontiert, versucht Leu in Panik zunächst zu fliehen, schließt sich in einem Klassenraum ein und will sich anschließend vom Dach in den Tod stürzen, wovon der Schüler Pit ihn im letzten Moment abhalten kann.

## Hintergrund
Der Film wurde vom 21. September 2021 bis zum 26. Oktober 2021 in Muggensturm, Karlsruhe und Baden-Baden gedreht.

## Rezeption

### Kritiken
„Das Buch arbeitet aber auch intensiv mit Wut und Zorn der Zuschauer – und zwar nicht nur gegenüber den erwachsenen Verantwortlichen, sondern auch der anderen Kinder. Das ist verstörend, das tut richtig weh – und es lässt sich über die gesamte Sendezeit nicht ausblenden. „Marlon“, das ist ein Film, den man so schnell nicht mehr vergisst.“

„Ein guter Teil seiner Spannung beruht auf dem Zusammenprall gegensätzlicher Welten. Von der ersehnten, friedlichen erzählen die Bilder auf den Fluren. Sie zeigen eine bunte Blumenwiese oder Kinder, die händchenhaltend die Erdkugel zusammenhalten. Die andere Welt, das sind schreiende Schüler, die längst nicht mehr nur von Lehrern betreut werden. (...) „Tatort – Marlon“ zeigt die Spielarten der Hilflosigkeit in einem Maß, wie es alle Eltern treffen kann. Die persönliche Hilflosigkeit Einzelner mündet in das Versagen der Institution Schule. Alle sind bemüht, keiner trägt die Schuld.“

„Tatort "Marlon" - ein überzeugender Ludwigshafen-Krimi: Dieser Tatort hätte ganz schnell ins Klischee abdriften können, tut er aber nicht! Marlon ist eben NICHT der schwierige Junge, aus sozial schwachen Verhältnissen an einer Problemschule. Sondern ein Kind der Mittelschicht, an einer ganz „normalen“ Schule. Und da zeigt sich, wie schnell das System und die Gesellschaft mit solchen Kindern überfordert ist.“

„Nichts gegen eine konstruktive Lebenshaltung, aber angesichts einer sprachlos machenden Gewalttat wirkt das wohlmeinende verbale Herumdoktern von Odenthal und Stern dramatisch naiv: »Systemsprenger« in der Süßstoffvariante.“

„Dieser Film […] ist weniger ein Krimi als das Psychogramm einer überforderten Gesellschaft. Alles, was den Ablauf stört, wird aussortiert. Geht nicht anders, sind doch alle schon so befasst mit sich selbst. Darüber nachzudenken, das ist das wirklich Spannende an diesem Fall.“

### Einschaltquoten
Bei der Erstausstrahlung von Marlon am 8. Mai 2022 verfolgten in Deutschland insgesamt 7,51 Millionen Zuschauer die Filmhandlung, was einem Marktanteil von 25,3 Prozent für Das Erste entsprach. In der als Hauptzielgruppe für Fernsehwerbung deklarierten Altersgruppe von 14–49 Jahren erreichte Marlon 1,58 Millionen Zuschauer und damit einen Marktanteil von 22,9 Prozent in dieser Altersgruppe.